# George H. McCracken
George Herbert McCracken Jr. (* 1936) ist ein US-amerikanischer Mediziner (Pädiatrie), der sich mit Infektionskrankheiten befasst. Er ist Professor für Pädiatrie an der University of Texas Southwestern Medical School in Dallas.
McCracken studierte am Williams College mit dem Bachelor-Abschluss 1958 und Medizin an der Cornell University mit der Promotion 1962 (M.D.). Nach der Facharztausbildung ging er 1965 an die Southwestern Medical School und Children’s Medical Center in Dallas.
Er ist bekannt für die Erforschung der Pharmakokinetik von Antibiotika bei Neugeborenen und Kleinkindern und war auf diesem Gebiet ein Pionier beginnend mit der Festlegung der Dosis. Er zeigte, dass Therapie mit Cortikosteroiden (zusätzlich zu Antibiotika) die Gefahr des Hörverlustes bei bakterieller Meningitis verringerte.
2004 erhielt er den Maxwell Finland Award und 1990 den Bristol Award.  1991 erhielt er den Hoechst Roussel Award.
1982 gründete er mit John D. Nelson das Pediatric Infectious Disease Journal.

## Schriften
- mit John D. Nelson:  Antimicrobial therapy for newborns : practical application of pharmacology to clinical usage, Grund & Stratton, 1977, 2. Auflage 1983